# 로베르트 바라니
로베르트 바라니(Robert Bárány, 1876년 4월 22일 - 1936년 4월 8일)는 오스트리아의 이비인후과 의사이다. 1914년에 어지러움증에 관한 노벨 생리학·의학상을 수상했다.

## 생애
1876년 오스트리아에서 태어난 로베르트 바라니는 어릴 때부터 장애가 있었다. 바라니의 어머니는 어릴 때부터 바라니를 부축해주지 않았다. 바라니는 우수한 성적으로 오스트리아 빈 대학 의과에 합격했으며, 1900년 의대를 졸업하고 신경학 연구에 매달렸다. 1914년 어지러움증에 관한 연구인, 내이 전정기관의 생리·병리학 연구로 노벨의학상을 수상했고, 1917년에는 스웨덴 중부에 있는 웁살라 대학 이비인후과의 강사가 되었다. 1924년 스웨덴 정부로부터 명예 박사 학위를 받는다. 1927년 스웨덴 대학에서 교수로 취임했다. 1936년 스웨덴에서 사망했다.

## 연구
1907년에는 연구 결과를 게재한 "인간 이도의 생리 및 병리 정보"를 출판하였다. 이를 응용하여 물을 사용한 시험을 통해 다양한 귀 질환을 진단하는 방법을 확립했다. 임플란트 외에도 운동을 관장하는 소뇌의 연구도 진행했다. 이도의 연구를 응용하여 비행기의 조종 적성을 조사하기 위한 시험 의자를 고안하였다.